# Vesubia vivax
Vesubia vivax är en spindelart som först beskrevs av Tord Tamerlan Teodor Thorell 1875.  Vesubia vivax ingår i släktet Vesubia och familjen vargspindlar. Inga underarter finns listade i Catalogue of Life.